# Нора-Друк
Нора-Друк — українське видавництво художньої літератури.

## Опис
Видавництво «Нора-Друк» засновано 29 лютого 1996 року. До 2007 року мало у складі власну друкарню. Основна спеціалізація — українська сучасна художня література та переклади українською мовою сучасних європейських авторів. Середня потужність видавництва — 30 назв на рік.
«Нора-Друк» відоме відкриттям нових імен в літературі, серед яких можна назвати Галину Вдовиченко, Тараса Антиповича, Мілу Іванцову, Вікторію Горбунову, Максима Кідрука, Маркіяна Камиша.
Видавництво є багаторічним партнером конкурсу «Коронація слова».
Практично щороку книжки «Нора-Друк» потрапляють в короткі списки престижних літературних премій або стають їх лауреатами.
Серед іноземних авторів, твори яких вийшли українськими перекладами у видавництві слід відзначити: Марек Краєвський, Алекс Гарланд, Мануела Ґретковська, Юлі Це, Мюріель Барбері.

## Серії книг
- День Європи
- Мандри
- Морок
- ПК (Популярні книжки)
- Читацький клуб

## Відзнаки
- Кокотюха Андрій «Повзе змія». Третя премія в номінації «Романи» конкурсу «Коронація слова 2003».
- Кокотюха Андрій «Шукачі скарбів». Третя премія в номінації «Романи» конкурсу «Коронація слова 2004».
- Кокотюха Андрій «Темна вода». Перша премія в номінації «Романи» конкурсу «Коронація слова 2005».
- Денисенко Лариса «Корпорація ідіотів». Премія «Літературний олімп», 2006.
- Денисенко Лариса «Танці в масках». Перша премія в жанрі «Белетристика» в конкурсі «Найкраща українська книжка» журналу «Корреспондент», 2007.
- Андрухович Софія «Сьомга». Друга премія в жанрі «Белетристика» в конкурсі «Найкраща українська книжка» журналу «Корреспондент», 2008.
- Денисенко Лариса «Сарабанда банди Сари». Перша премія в жанрі «Белетристика» в конкурсі «Найкраща українська книжка» журналу «Корреспондент», 2009.
- Вдовиченко Галина «Пів'яблука». Друга премія в жанрі «Белетристика» в конкурсі «Найкраща українська книжка» журналу «Корреспондент», 2009.
- Савченко Віктор «Україна масонська». Перша премія в жанрі «Документалістика» в конкурсі «Найкраща українська книжка» журналу «Корреспондент», 2009.
- Вдовиченко Галина «Тамдевін». Перша премія в номінації «Романи» конкурсу «Коронація слова 2009» (оригінальна назва твору — «Замок Гербуртів»).
- Роздобудько Ірен «Гра в пацьорки». Третя премія в жанрі «Белетристика» в конкурсі «Найкраща українська книжка» журналу «Корреспондент», 2010.
- Кідрук Максим «Мексиканські хроніки».
  - Друга премія в жанрі «Документалістика» в конкурсі «Найкраща українська книжка» журналу «Корреспондент», 2010.
  - Друга премія в номінації «Романи» конкурсу «Коронація слова 2009».
- Кушнір Антон «Urban Strike». Диплом в номінації «Романи» конкурсу «Коронація слова 2011».
- Артем Чапай «Подорож із Мамайотою в пошуках України». Фінал (топ-5) Книга року Бі-Бі-Сі-2011.[1], «Червона Зона». Фінал (топ-5) Книга року Бі-Бі-Сі-2014
- Макаров Юрій «За чверть десята». Фінал (топ-3) Книга року Бі-Бі-Сі-2013
- Кокотюха Андрій «Повний місяць». Фінал (топ-5) Книга року Бі-Бі-Сі-2014
- Анна Тарнава «Бажання поверненню не підлягають». Спецвідзнака в номінації «Романи» конкурсу «Коронація слова 2015».
- Гранецька Вікторія «Щасливий». Спецвідзнака «Гранд Коронація слова — 2015» конкурсу «Коронація слова 2015».
- Артем Чапай «Понаїхали». Фінал (топ-5) Книга року Бі-Бі-Сі-2015
- Батурин Сергій «Шизґара». Третя премія в номінації «Романи» конкурсу «Коронація слова 2016»
- Кіра Малко «Нижче». Третя премія в номінації «Романи» конкурсу «Коронація слова 2018»
- Гримич Марина «Клавка». Переможець Forum Best Book Award в номінації «Сучасна українська проза» Book Forum Lviv 2019

## Рецензії та відгуки
- «Дзеркало Тижня»: Пйотр Заремба, «Пляма на стелі». Видавництво «Нора-Друк» [Архівовано 13 березня 2010 у Wayback Machine.]
- «Дзеркало Тижня»: Андрій Кокотюха, «Аномальна зона». Видавництво «Нора-Друк»
- «Дзеркало Тижня»: Вікторія Горбунова, «Записки шкільного психолога». Видавництво «Нора-Друк»
- «Дзеркало Тижня»: Марек Краєвський, «Смерть у Бреслау». Видавництво «Нора-Друк» [Архівовано 17 січня 2010 у Wayback Machine.]
- «Дзеркало Тижня»: Галина Вдовиченко, «Тамдевін». Видавництво «Нора-Друк» [Архівовано 17 січня 2010 у Wayback Machine.]
- «Дзеркало Тижня»: Юлі Це, «Орли та янголи», видавництво «Нора-Друк» [Архівовано 11 липня 2010 у Wayback Machine.]
- «Дзеркало Тижня»: Андрій Курков, «Нічний молочник», видавництво «Нора-Друк» [Архівовано 10 лютого 2009 у Wayback Machine.]